# Le Génial Révolté
Pour plus de détails, voir Fiche technique et Distribution.
Le Génial Révolté (allemand : Schicksals-Sinfonie ; anglais : The Magnificent Rebel) est un téléfilm américain réalisé par Georg Tressler, produit par Walt Disney Productions et diffusé en deux épisodes à la télévision les 18 novembre et 25 novembre 1962 dans l'émission Walt Disney's Wonderful World of Color sur le réseau NBC.

## Synopsis
Quelques éléments de la vie de Ludwig van Beethoven.

## Fiche technique
- Titre français : Le Génial Révolté[1]
- Titre original anglais : The Magnificent Rebel
- Titre allemand : Schicksals-Sinfonie
- Réalisateur : Georg Tressler assisté de Rudolph Nussgruber
- Scénario : Joanne Court
- Direction artistique : Isabella Schlichting, Werner Schlichting
- Image : Göran Strindberg
- Montage : Alfred Srp
- Musique : 
  - extraits des œuvres de Ludwig van Beethoven
  - Consultant musical : Heinz Schreiter
- Technicien du son : Kurt Schwarz
- Costumes : Leo Bei, Erni Kniepert
- Maquillage : Leopold Kuhnert
- Coordinateur de programme : Jack Bruner
- Producteur : Heinz Abel (responsable de production), Peter V. Herald (supervision), Harry Tytle (représentant Europe)
- Société de production : Walt Disney Productions

Sauf mention contraire, les informations proviennent des sources suivantes : John West et IMDb

## Distribution
- Carl Boehm : Ludwig van Beethoven
- Peter Arens : Karl Amenda
- Ivan Desny : Prince Lichnowsky
- Gabriele Barth : Lichnowsky's daughter
- Giulia Rubini : Countess Giulietta
- Ernst Nadherny : Franz Josef Haydn
- Erik Frey : Count Giucciardi
- Peter Capell : Doctor
- Erich Winn : French Colonel
- Guido Wieland : Landlord
- Oliver Grimm : Blind Boy
- Bruno Dallansky : Schuppanzigh

Source : Dave Smith, John West et IMDb

## Origine et production
Le scénario du film est porté au crédit d'une certaine Joanne Court mais c'est un pseudonyme, celui de Joan LaCour Scott, femme du scénariste Adrian Scott, elle aussi auteur et syndicaliste qui ont tous deux dû répondre de leur activité lors du House Un-American Activities Committee (HUAC), Adrian ayant été condamné à faire partie de la liste noire surnommée les Dix d'Hollywood. Walt Disney a souvent été taxé d'anti-communiste ayant coopéré avec le HUAC mais ironiquement il travaille avec Joan Scott.
Dans un article de 1987, Joan Scott revient sur sa participation au téléfilm The Magnificent Rebel et elle critique surtout le contrôle créatif mené par Walt Disney, proche de la tyrannie. Le but des critiques de Walt était surtout d'accélérer le rythme de l'histoire quitte à omettre des faits afin en quelque sorte de « Disneyifier » la vie de Beethoven. Il demande ainsi à Joan Scott de rendre l'histoire moins triste, dépressive, et d'ajouter des touches Disney. Joan pour rendre le film plus Disney imagine d'ajouter un chien à la scène de Beethoven, âgé et sourd qui se retrouve abasourdi par l'annonce de l'occupation de Vienne par Napoléon. Elle n'est pas sûre d'elle mais Adrian Scott la convainc que Walt Disney adorera l'idée, et il avait raison.
À la demande de Walt Disney, le tournage a été effectué en Europe, à savoir à Vienne au Château de Schönbrunn, dans le village de Heiligenstadt où Beethoven rédigea son testament. C'est le premier film tourné par le studio en Autriche et dans les salles de concert de Vienne. Walt Disney se rendit sur le tournage du film et durant son séjour dans le même hôtel que les acteurs, le standard téléphonique lui transférait de nombreux appels du service des costumes pour être à l'heure aux répétitions. À l'inverse durant cette période l'acteur Ivan Desny n'a jamais été prévenu des répétitions en raison d'une confusion entre le nom Disney et Desny. L'acteur Carl Boehm a lui-même joué du piano lors des scènes le nécessitant car c'est un pianiste accompli et fils du chef d'orchestre Karl Böhm.

## Sortie et accueil
Le film a été diffusé dans l'émission Walt Disney's Wonderful World of Color (sur NBC) en deux parties le 18 novembre et le 25 novembre 1962,,. Certains pays ont eu une sortie en salle.

## Analyse
Pour John West, le choix du tournage en Europe donne un résultat époustouflant.